# Queijo de Gloucester
Queijo de Gloucester (Double Gloucester)

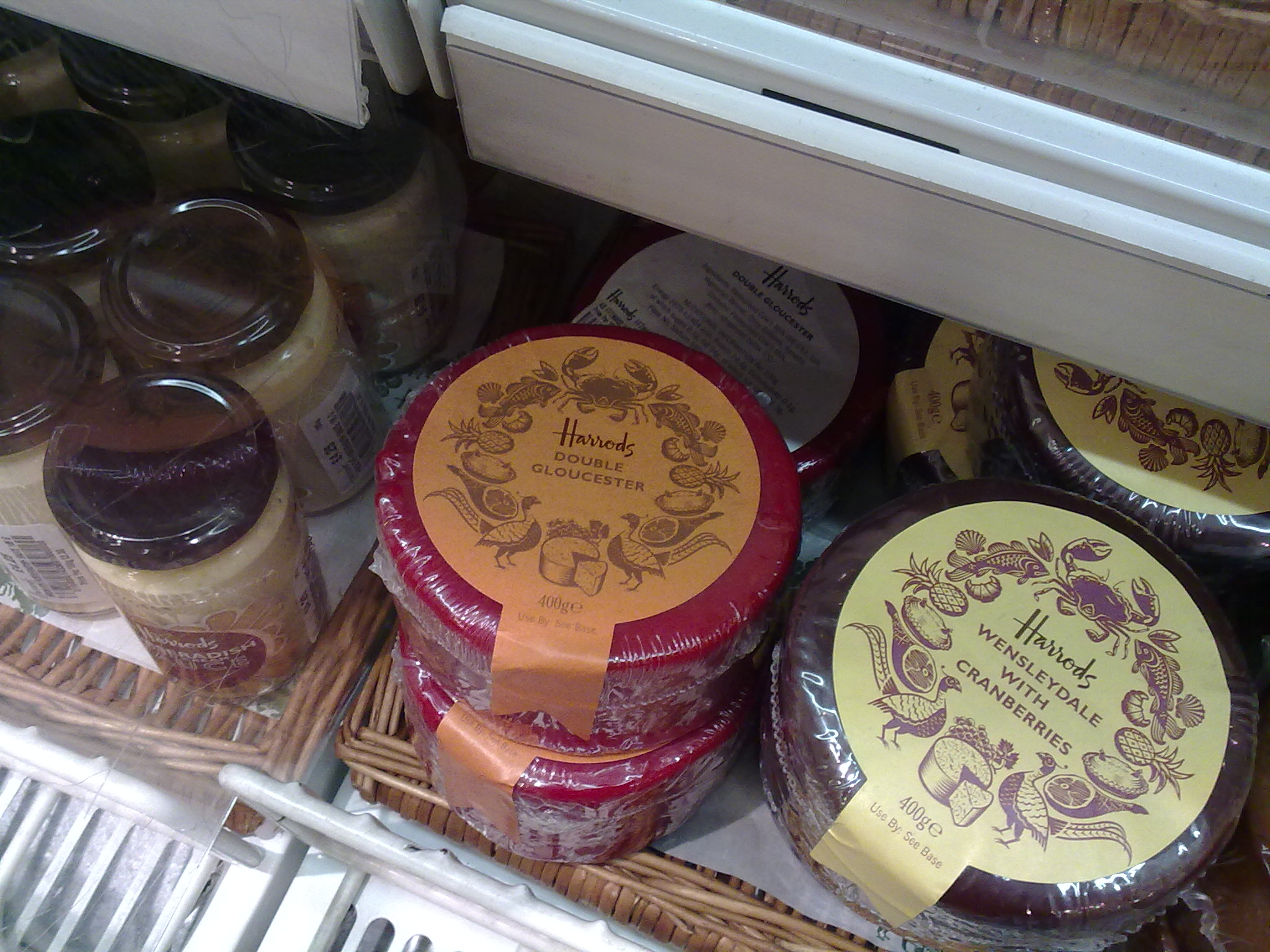
Queijo Double Gloucester à venda num supermercado.

Queijo de Gloucester, ou, na sua forma portuguesa, de Glócester, é um queijo tradicional inglês, não pasteurizado e semi duro, que tem sido fabricado na região de Gloucestershire desde o século XVI.
Os queijos de Gloucester foram em tempos feitos apenas com leite de vacas de Gloucester, raça que se encontra hoje praticamente extinta. Existem dois tipos de queijo de Gloucester: Single Gloucester e Double Gloucester. A diferença principal entre os dois tipos reside no tipo de leite utilizado. No primeiro caso, é usado leite desnatado, com uma pequena quantidade de leite gordo. No segundo caso, é usado apenas leite gordo.
Ambos os tipos possuem casca natural e uma textura dura, sendo o Single Gloucester mais quebradiço e mais suave na textura, tendo ainda menos gordura. O Double Gloucester é deixado a envelhecer durante mais tempo, possuindo um sabor mais forte e saboroso. É também ligeiramente mais firma. Ambos os tipos são produzidos em formas redondas, sendo o Double Gloucester geralmente um pouco maior. Este pode ser consumido como um lanche, podendo também ser gratinado ou grelhado.